# Mark Anthony Brown

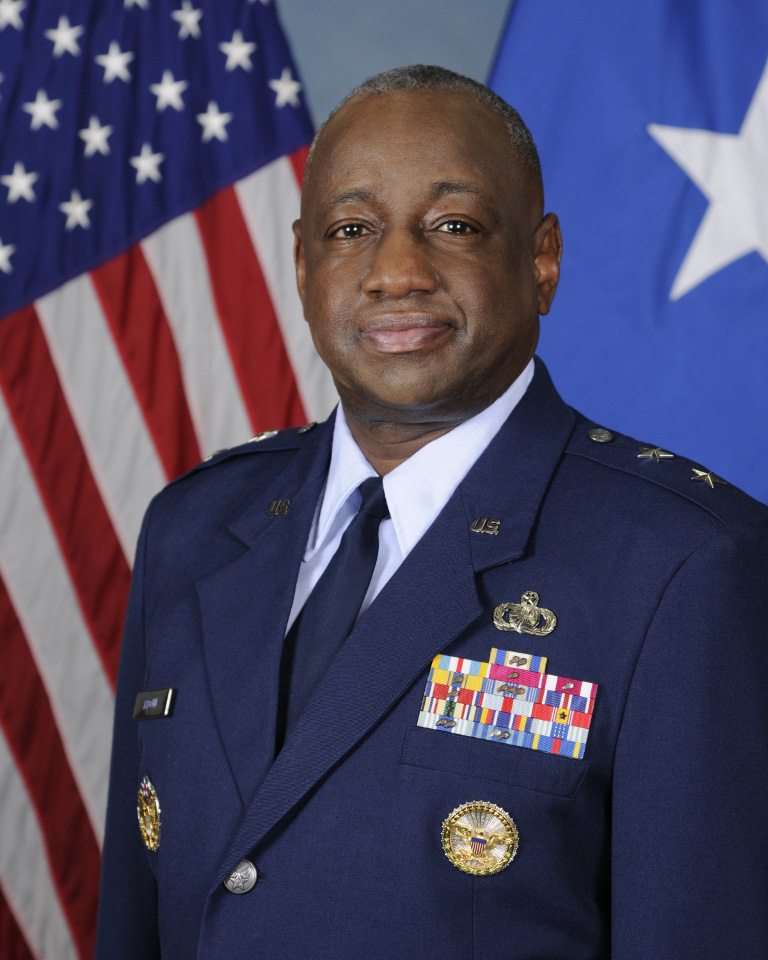
Mark A. Brown (2018)

Mark Anthony Brown (* um 1964) ist ein pensionierter Generalmajor der United States Air Force. Er war unter anderem Kommandeur der 2. Luftflotte.
Über das ROTC-Programm der Tuskegee University gelangte er im Jahr 1986 in das Offizierskorps der United States Air Force. Dort durchlief er anschließend alle Offiziersränge vom Leutnant bis zum Zwei-Sterne-General.
Im Lauf seiner militärischen Karriere absolvierte er verschiedene Kurse und Schulungen. Dazu gehörten unter anderem die Squadron Officer School auf der Maxwell Air Force Base in Alabama; das Air Command and Staff College; das Air War College über einen Fernkurs; das National War College in Fort Lesley J. McNair in Washington, D.C.; der Air Force Incident Management Course auf der Maxwell AFB; der AETC Senior Leader's Maintenance Course auf der Randolph Air Force Base in Texas; der Expeditionary Mission Support Group Commanders Course auf dem McGuire Field in New Jersey und der Joint Chiefs of Staff Level IV Anti-terrorism Course. Außerdem erhielt er akademische Grade von der Troy University, der University of Virginia, der University of Tennessee und der Harvard Kennedy School.
In seinen frühen Jahren als Offizier der Luftwaffe war er auf verschiedenen Stützpunkten stationiert. Dabei war er vor allem im Bereich der Buchhaltung und Finanzverwaltung bei unterschiedlichen Kommandos und Hauptquartieren tätig, wozu auch das Hauptquartier der Air Force in Washington, D.C. gehörte. Dazwischen absolvierte er die erwähnten Schulungen. Brown war in seinen frühen Jahren auch mehrfach außerhalb der Vereinigten Staaten stationiert. Zwischen Oktober 1986 und September 1988 war er auf der Clark Air Base auf den Philippinen, dann zwischen November 1990 und September 1992 auf der Torrejon Air Base in Spanien, anschließend bis Juni 1994 auf der Upper Heyford Air Base der Royal Air Force in England und schließlich bis September 1995 auf der Incirlik Air Base in der Türkei stationiert. An all diesen Standorten bekleidete er bei dort stationierten Einheiten Positionen in deren Stabsabteilungen für Haushalt und Finanzangelegenheiten.
Zwischen Juli 2006 und Juni 2007 war Mark Brown als Oberst als Senior Military Assistant in der Comptroller-Abteilung des Verteidigungsministeriums. Daran schloss sich eine Versetzung zur Columbus Air Force Base in Mississippi an. Dort kommandierte er zwischen Juli 2007 und Juli 2009 die 14th Mission Support Group. Danach wurde er zum Hauptquartier des Air Mobility Commands auf die Scott Air Force Base in Illinois versetzt. Zwischen August 2009 und Oktober 2011 bekleidete er das Amt des Comptrollers. Browns nächste Mission führte ihn zur Wright-Patterson Air Force Base in Ohio. Beim dort ansässigen Air Force Materiel Command leitete er bis zum Juli 2014 die Unterabteilung für Finanzverwaltung (Director, Financial Management).
Am 3. Juli 2014 übernahm Mark Brown auf der Keesler Air Force Base in Mississippi als Nachfolger von Leonard A. Patrick das Kommando über die 2. Luftflotte. Dieses Amt bekleidete er bis zum 26. August 2016, als er von Robert D. LaBrutta abgelöst wurde. Danach wurde Brown stellvertretender Kommandeur des Air Education and Training Commands, das auf der Randolph Air Force Base in Texas beheimatet ist. Dieses Amt bekleidete er von September 2016 bis zu seiner Pensionierung am 1. Juni 2018. Im August 2017 wurde dabei der Titel des Vice Commanders, der bis dahin in der Air Force für stellvertretende Kommandeure benutzt wurde, in Angleichung an andere Waffengattungen des US-Militärs wie z. B. der United States Army in Deputy Commander umbenannt.

## Daten der Beförderungen
| Abzeichen | Rang               | Jahr               |
| --------- | ------------------ | ------------------ |
|           | Second Lieutenant  | 24. Juli 1986      |
|           | First Lieutenant   | 24. Juli 1988      |
|           | Captain            | 24. Juli 1990      |
|           | Major              | 1. April 1998      |
|           | Lieutenant Colonel | 1. März 2002       |
|           | Colonel            | 1. März 2006       |
|           | Brigadier General  | 30. September 2011 |
|           | Major General      | 19. Dezember 2014  |

## Orden und Auszeichnungen
Mark Brown erhielt im Lauf seiner militärischen Laufbahn unter anderem folgende Auszeichnungen:
- Air Force Distinguished Service Medal
- Defense Superior Service Medal
- Legion of Merit
- Meritorious Service Medal
- Air Force Commendation Medal
- Air Force Achievement Medal
- Southwest Asia Service Medal
- Air Force Outstanding Unit Award
- Air Force Organizational Excellence Award